# سلوى إدريسي أخنوش
سلوى إدريسي أخنوش سيدة أعمال مغربية مؤسسة ومديرة مجموعة أكسال.
ولدت سلوى أخنوش سنة 1969 بمدينة اگادير في جنوب المغرب ورثت سلوى ثروة عن جدها الحاج أحمد بن لفقيه، وهو رجل أعمال مغربي ممن كانوا يهيمنون على تجارة أتاي في عقد 1960. تملك مجموعة أكسال حوالي 50% من مول المغرب أكبر مركز للتسوق في أفريقيا، وقد بني بكلفة فاقت 240 مليون دولار أمريكي عام 2007 تملك مجموعة أكسال امتياز حصري لعدة علامات تجارية عالمية في المغرب، منها زارا، بانانا ريبابلك، بول آند بر وغاب.

## الجوائز
- ٢٠٢٠: فوربس: أفضل ١٠ «نساء وراء العلامات التجارية في الشرق الأوسط» كمبدعة لعلامة التجارية Yan&One[4]
- ٢٠١٨: مجلة أعمال الأزياء: تحتل مرتبة بين أكثر 500 امرأة تأثيرًا في صناعة الأزياء[5]
- ٢٠١٧: تقرير أفريقيا: ثاني أكثر النساء تأثيراً في الأعمال التجارية في أفريقيا[6]
- ٢٠١٦: المرأة العربية لعام ٢٠١٦ للإنجاز في مجال الأعمال
- ٢٠١٥: مجلة أريبيان بزنس، المرتبة الثامنة بين أقوى ١٠٠ سيدة أعمال عربية[7]